# Adolf Törngren (junior)
Johan Adolf Törngren (né le 29 octobre 1860 à Vesilahti – mort le 16 juin 1943 à Helsinki) est un docteur en pharmacologie et chirurgie et un homme politique finlandais.

## Biographie
Adolf Törngren est militant actif de l'organisation secrète Kagaali qui s'oppose à la russification de la Finlande. Dans les années 1910, Il est député du Parti populaire suédois de Finlande. 
Il dirige la délégation finlandaise du Traité de Versailles en 1919.

## Ouvrages
- Studier öfver primära nedredelslägen och förlossningar (1887)
- Recherches sur l’échange des substances entre le liquide amniotique et le sang maternel (1889)
- Till frågan om rikslagstiftningen (1909)
- Från våra dagars Ryssland (1911)
- Den tredje duman (1912)
- L’évolution de la Russie (1914)
- Ryssland i revolution (1917).
- Med ryska samhällsbyggare och statsmän (1929)
- På utländsk botten 1899-1914 (1930)
- Politiska trevare under krigsåren i Skandinavien (1934)
- (sv) Från Finlands strid för rätt och frihet [« De la bataille finlandaise pour la justice et la liberté »], Helsinki, 1942 (lire en ligne)